# Ермолаев, Иван Алексеевич (Герой Советского Союза)
Иван Алексеевич Ермолаев (1907—1993) — полковник Советской Армии, участник Великой Отечественной войны, Герой Советского Союза (1945).

## Биография
Иван Ермолаев родился 15 октября 1907 года в деревне Большие Березицы (ныне — Шимский район Новгородской области) в семье крестьянина. Окончил семь классов школы. В 1929 году Ермолаев был призван на службу в Рабоче-крестьянскую Красную армию. В 1934 году он окончил Ленинградское военно-политическое училище, в 1943 году — курсы «Выстрел». С февраля того же года — на фронтах Великой Отечественной войны. К сентябрю 1944 года майор Иван Ермолаев командовал 767-м стрелковым полком 53-й армии 2-го Украинского фронта. Отличился во время освобождения Венгрии.
Ермолаев успешно руководил своим полком во время овладения городом Мако, через который проходили важные дороги, связывающие Венгрию с Румынией и Югославией. 26 сентября 1944 года полк уничтожил и взял в плен около 500 солдат и офицеров противника, захватил большое количество боевой техники, в том числе два танка и более двадцати артиллерийских орудий.
Указом Президиума Верховного Совета СССР от 24 марта 1945 года майор Иван Ермолаев был удостоен высокого звания Героя Советского Союза с вручением ордена Ленина и медали «Золотая Звезда».
После окончания войны продолжил службу в Советской Армии. В 1950 году окончил курсы усовершенствования офицерского состава. В 1955 году в звании полковника уволен в запас. Проживал в Бресте.
Похоронен на кладбище Плоска в Бресте.
17 сентября 2021 года на доме, где Ермолаев И.А. проживал с 1957 по 1970 год (г. Брест, ул. Советская, д.30), установлена памятная доска.

## Награды
- два ордена Ленина,
- два ордена Красного Знамени,
- ордена Отечественной войны 1-й и 2-й степеней,
- орден Красной Звезды,
- медали.